# Terres des Sept Couleurs
Les Terres des Sept Couleurs (en anglais : Seven Coloured Earths) est une formation géologique ainsi qu'une attraction touristique situé à Chamarel dans le district de Rivière Noire, à Maurice.

## Description
Cette curiosité géologique se présente sous la forme d'une colline aux pentes ravinées. Sept couleurs distinctes (approximativement rouge, marron, violet, vert, bleu, violet et jaune) sont discernables dans l'argile altérée qui compose le sol. La caractéristique principale de l'endroit est que cette terre de couleurs différentes se dépose spontanément en différentes couches ; les pentes acquièrent une coloration rayée surréaliste.

## Géologie
Ce phénomène naturel est le produit profondément décomposé et modelé par le ravinement de basaltes. Le climat chaud et humide a favorisé la décomposition du basalte à l'argile. L'hydrolyse (attaque chimique des minéraux par l'eau) étant totale, les éléments solubles tels que l'acide silicique et les cations sont lessivés ; il reste sur place une forte concentration de fer et d'aluminium qui constituent un sol ferralitique. Les sesquioxydes de fer (Fe2O3) ont une couleur anthracite et rouge alors que les sesquioxydes d'aluminium (AL2O3) ont des couleurs variant du bleu violacé au vert. 